# La Génétouze

La Génétouze este o comună în departamentul Vendée, Franța. În 2009 avea o populație de 1,702 de locuitori.